# Afiliace
Afiliace znamená původně adopci, v současném jazyce znamená obvykle přidružení nebo připojení, případně připojenou pobočku čili filiálku firmy nebo instituce, v tomto významu je používáno i slovo afilace. V psychologii se jako afiliace označuje navázání kladného vztahu, přátelství či náklonnosti, nebo projevy těchto vlastností.
Slovo afiliace se odvozuje od latinského ad-filiare či affiliare, přijmout za syna čili adoptovat. Odtud se význam metaforicky přenesl na přijetí do nějakého společenství, navázání bližších vztahů a na institucionální připojení či přidružení nějaké pobočky, například nákup dceřiné společnosti. Menší zejména kulturní instituce, kroužky, spolky i školy mohou hledat afiliaci k nějaké větší, celostátní či mezinárodní organizaci.

## Psychologie
V psychologii znamená afiliace tvorbu, navazování a udržování kontaktů s druhými lidmi, typickým projevem je náklonnost k nějaké skupině nebo členství v ní. V některých teoriích osobnosti, například v Maslowově hierarchické teorii potřeb, označuje jednu ze základních lidských potřeb, zahrnuje totiž potřeby  spolupráce, lásky, přátelství. Bývá občas také chápána jako potřeba snížit úzkost nebo se zbavit nejistoty právě cestou navázání blízkých vztahů. 
Jako lidská charakteristika je opakem hostility, v některých psychologických testech (například Learyho interpersonální typologie) tvoří společně bipolární škálu. Současně výrazně ovlivňuje mezilidské vztahy a skupinovou dynamiku. 